# Bipartitismo
Per bipartitismo s'intende un sistema elettorale dove il panorama politico è dominato da solo due partiti principali, in genere a causa di un sistema elettorale spiccatamente maggioritario, basato sull'alternanza. Un sistema bipartitico non esclude l'esistenza di altre formazioni, ma la loro presenza in Parlamento e nella vita politica del Paese è fortemente minoritaria.
Il bipartitismo è la versione estrema del bipolarismo dove sono presenti numerosi partiti ma contraddistinti da una forte polarizzazione tale per cui tali partiti competono divisi in due grandi coalizioni (solitamente, ma non esclusivamente, divise sull'asse destra-sinistra) radicalmente opposte, ove non sono presenti partiti di dimensioni e forza politica tali da egemonizzare la guida politica entro ciascuno dei due poli.
Secondo le teorie del politologo Giovanni Sartori, si ha un sistema bipartitico quando:
- i due partiti sono in grado di competere per la maggioranza assoluta dei seggi;
- almeno uno dei due partiti riesce in effetti ad ottenere la maggioranza;
- questo partito vuole governare da solo;
- l'alternanza, o rotazione, al potere sono alternative credibili.[senza fonte]

## Casi classici
Due sono i casi principali di bipartitismo nelle attuali nazioni democratiche esistenti al mondo:
- gli Stati Uniti d'America, dove Democratici e Repubblicani si contendono alternativamente i seggi al Congresso e la presidenza. Altri partiti si presentano regolarmente alle elezioni, come il Partito Verde e il Partito Libertario, ma tramite il collegio dei grandi elettori e il sistema elettorale maggioritario, non hanno alcuna rappresentanza negli organi del governo nazionale;
- il Regno Unito, il primo paese della storia moderna in cui si può parlare di effettiva democrazia dell'alternanza e di bipartitismo, caratteristiche del sistema britannico nate nel corso del XIX secolo con la competizione elettorale tra i liberali Whig (centro, rappresentanti della borghesia) e i conservatori Tory (destra, rappresentante dell'aristocrazia latifondista). Con l'allargamento del suffragio e la nascita dei Laburisti, i Liberali si sono visti scavalcare a sinistra da questo partito più recente, e la loro importanza nella scena politica è diminuita: la competizione elettorale si è spostata tra i Conservatori e i Laburisti, rendendo i Liberali un terzo partito con poca influenza. Sono state anche tentate negli ultimi anni alleanze di centro-sinistra tra liberali e laburisti, chiamate Lib-Lab, ma senza troppo successo[1].

## Altri sistemi bipartitici nel mondo
| - Antigua e Barbuda - Bahamas - Bangladesh - Barbados - Belize - Capo Verde - Ghana - Grenada - Guyana | - Giamaica - Kenya - Malta - Saint Kitts e Nevis - Saint Vincent e Grenadine - Saint Lucia - Sierra Leone - Trinidad e Tobago |